# Andres Sõber
Andres Sõber (Harku, 25 aprile 1956) è un ex cestista e allenatore di pallacanestro estone, fino al 1991 sovietico.

## Palmarès

### Allenatore
- Coppa di Finlandia: 1

ToPo Helsinki: 1997